# بلیز فیلدینگ
بلیز فیلدینگ (انگلیسی: Blaze Fielding) یک شخصیت از بازی شورش در شهر از شرکت سگا می باشد.او یکی از شخصیت های قابل بازی می باشد که نقش خود را به عنوان پلیس کیفرستانی آغاز کرده و سپس به عنوان بازرس خصوصی در مجموعه سوم به مبارزه در کنار آدام هانتر و اکسل استون پرداخت. بلیز قهرمان جودو بوده و هدف آن جلوگیری از جنایت های مستر اکس بوده است.